# Chirothrips patruelis
Chirothrips patruelis är en insektsart som beskrevs av Ian A. Hood 1940. Chirothrips patruelis ingår i släktet Chirothrips och familjen smaltripsar. Inga underarter finns listade i Catalogue of Life.